# Furniersäge

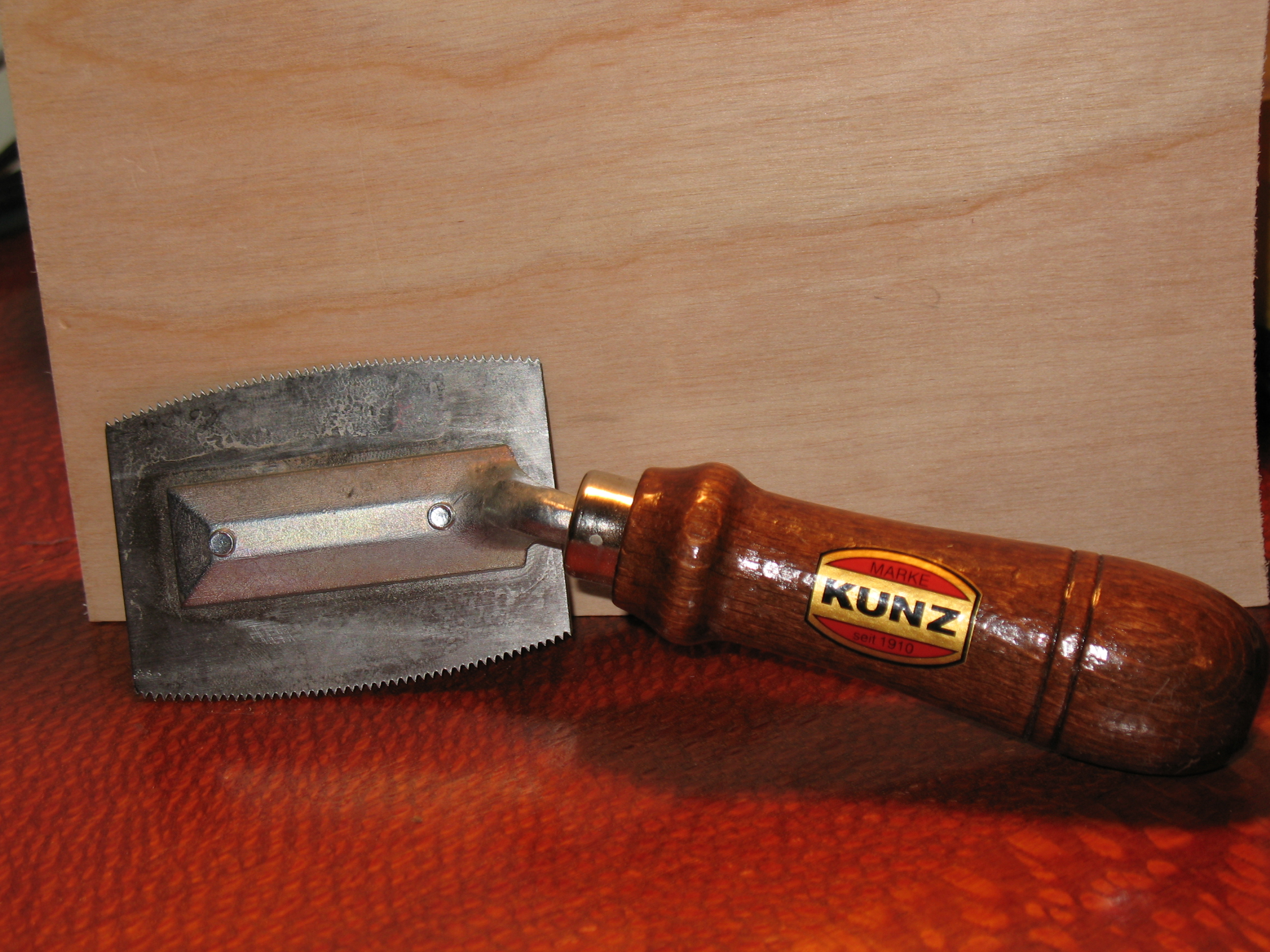
Furniersäge oder -schneider

Eine Furniersäge ist eine Handsäge oder Sägemaschine in der Holzverarbeitung um Furniere oder Furnierpakete zur Weiterverarbeitung zu schneiden.

## Handsäge
Als Handsäge besteht die Furniersäge aus einem gekröpften Griff mit einem kleinen ovalen Sägeblatt. Durch die Kröpfung ist eine sichere Führung an einem Anschlag beim Schneiden möglich. Das Blatt ist beidseitig verzahnt, die kleinen Zähne mit Messerschliff stehen auf Zug und sind nicht geschränkt.

## Furniersägemaschine
Ursprünglich bezeichnet Furniersäge Maschinen zur Herstellung von Sägefurnier.

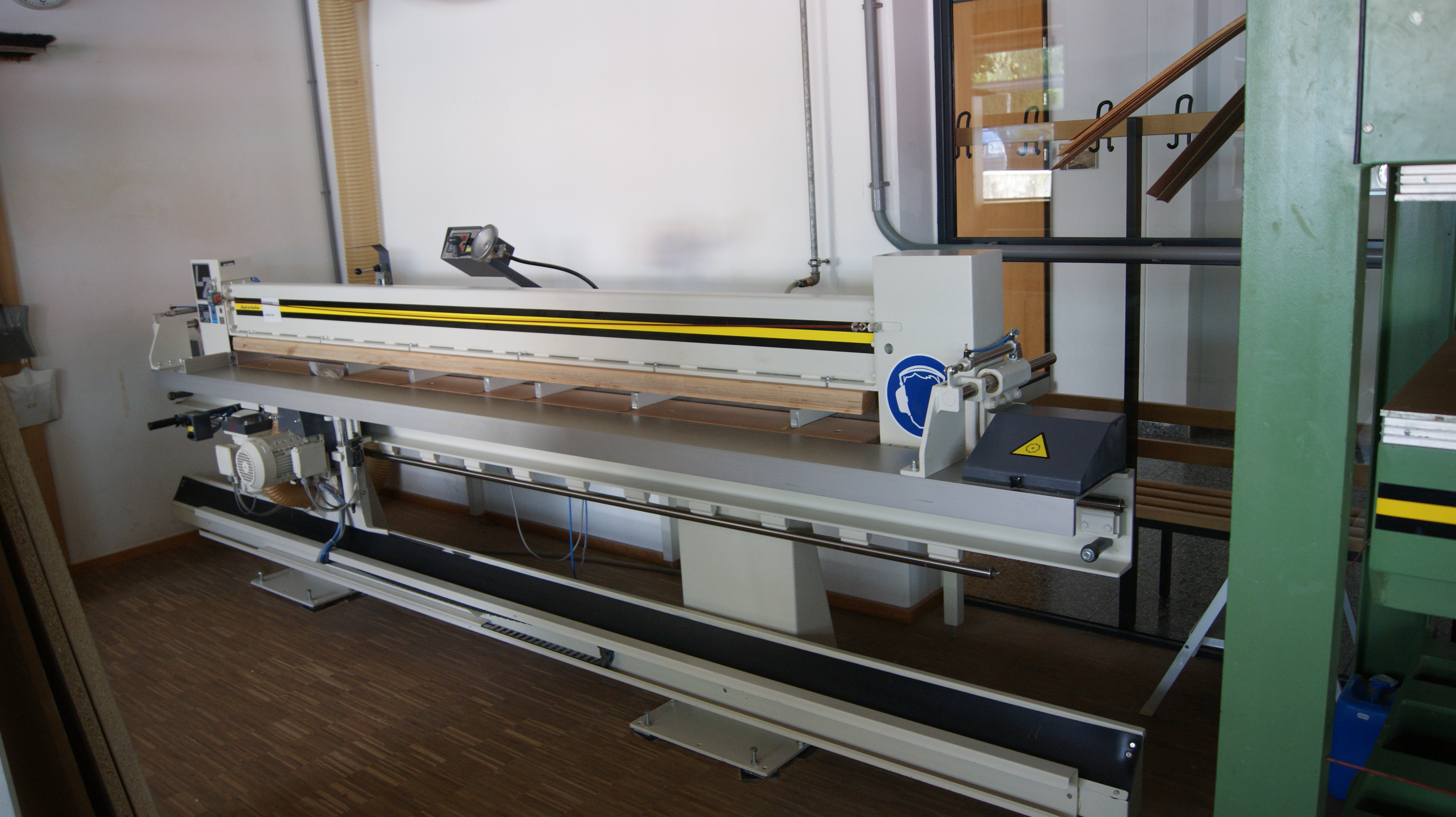
Furniersäge

Mittlerweile wird die Bezeichnung Furniersäge oft für Furnierfügemaschinen gebraucht, die zum sauberen Herstellen der Fugen beim Zusammensetzen von Furnieren eingesetzt werden. In der oft in Tischlereien genutzten Ausführung besteht sie aus einem Arbeitstisch mit an der Längsseite angebrachtem Druckbalken und einer davor geführten Kreissäge.